# Christmas Songs
Christmas Songs é o nono álbum de estúdio da banda Jars of Clay, lançado a 16 de Outubro de 2007.
É o primeiro lançamento da banda com a recente gravadora criada, Gray Matters/Nettwerk Music Group.
| Críticas profissionais                                                      | Críticas profissionais |
| Avaliações da crítica                                                       | Avaliações da crítica  |
| Fonte                                                                       | Avaliação              |
| --------------------------------------------------------------------------- | ---------------------- |
| Allmusic                                                                    | [ 2 ]                  |
| Christianity Today                                                          | [ 3 ]                  |
| Cross Rhythms                                                               | [ 4 ]                  |
| Jesus Freak Hideout                                                         | [ 5 ]                  |
| Paste Magazine                                                              | [ 6 ]                  |
| Esta tabela precisa de ser acompanhada por texto em prosa. Consulte o guia. |                        |

## Faixas
1. "The Gift of St. Cecilia" - 1:23
2. "Wonderful Christmastime" - 3:37
3. "Love Came Down at Christmas" - 3:02
4. "O Little Town of Bethlehem" - 4:38
5. "Hibernation Day" - 2:59
6. "Winter Skin" - 2:59
7. "Peace Is Here" - 4:08
8. "God Rest Ye Merry Gentlemen" - 3:44
9. "Evergreen" - 2:45
10. "Christmastime Is Here" - 3:20
11. "Drummer Boy" - 4:34
12. "Gabriel's Message" - 2:06
13. "In the Bleak Midwinter" - 4:36
14. "I Heard the Bells on Christmas Day" - 5:31
15. "Peace Is Here" (Versão acústica) - 2:58
  - Faixa bónus
16. "God Rest Ye Merry Gentlemen" (Versão acústica) - 3:47
  - Faixa bónus

## Créditos
- Dan Haseltine - Vocal
- Stephen Mason - Guitarra, vocal de apoio
- Matt Odmark - Guitarra, vocal de apoio
- Charlie Lowell - Teclados, piano, vocal de apoio
- Jeremy Lutito - Bateria, percussão, vocal de apoio
- Gabe Ruschival - Baixo, teclados, percussão, vocal de apoio